# Abraham Van Helsing
Abraham Van Helsing  é um personagem fictício do romance de terror gótico Drácula, de 1897. O personagem é mais conhecido ao longo de muitas adaptações da história como um caçador de vampiros e monstros, e o arqui-inimigo de Conde Drácula.
Possui uma ampla gama de interesses e realizações, em parte atestados pela sequência de letras que seguem seu nome: "MD, D.Ph., D.Litt., Etc.", indicando uma riqueza de experiência, educação e especialização. Ele é um Professor, Doutor, Advogado, Filósofo, Cientista e Metafísico.
Natural de Amsterdã, Países Baixos, o célebre professor de antropologia e filosofia também era um especialista em doenças obscuras, além de ser um cientista de métodos pouco ortodoxos, tendo em vista que usava símbolos religiosos para derrotar seus inimigos. Dentre os vários artefatos de seu largo arsenal, algumas preferências: estacas, água benta, um avental Rosa+Cruz, um livro de exorcismo, alho e uma adaga muito afiada e abençoada, capaz de decapitar um vampiro.
No romance, a caçada de Van Helsing começa em Londres e termina na própria Transilvânia, onde o professor consegue destruir Drácula.
Nos filmes, atores consagrados deram vida ao personangem, como Edward Van Sloan, Peter Cushing , Laurence Olivier, Anthony Hopkins, Christopher Plummer e, mais atualmente, Hugh Jackman (Gabriel Van Helsing).